# Ich trage einen großen Namen
Ich trage einen großen Namen war eine deutsche Fernsehratesendung im Panel-Format, die von 1977 bis 2023 ausgestrahlt wurde. Der Sendetermin im SWR Fernsehen war sonntags um 18:15 Uhr.

## Ablauf
In jeder Sendung traten zwei Gäste, die jeweils mit einer berühmten Person aus der Vergangenheit verwandt sind oder eine nahe Beziehung haben, nacheinander auf. Der große Name war somit nicht zwingend gegeben. Bisweilen war der Gast wegen seiner auffallenden Ähnlichkeit oder medialen Bekanntheit zunächst als Schattenriss zu sehen. Am Anfang, untermalt mit einem Musikstück aus der Zeit, in der die gesuchte Person gelebt hatte, wurde deren Name eingeblendet. So konnten Fernsehzuschauer während des Abspielens der Musik die Augen schließen und anschließend ebenfalls raten. Das dreiköpfige Rateteam bekam einen Hinweis in Form eines Zitats, das mit der Person in Verbindung steht; auch wurde der Gast stets und unabhängig vom Schattenriss gefragt, ob er dem gesuchten Vorfahren ähnlich sehe.
Die Gruppe aus selbst prominenten/gebildeten Köpfen stellte ihm nacheinander mit Ja oder Nein beantwortbare Fragen. Es war oft interessant, wie sich das Rateteam „verläuft“ oder „verheddert“. Der Lotse – ein Co-Moderator – griff dann (bis 2019) helfend ein.
War das Rätsel gelöst, trug der Lotse (ab 2020 die Moderatorin) einen groben Lebenslauf vor, ergänzt um einen Einspielfilm. Auch das Musikstück wurde nun benannt.
Dann führte der Moderator mit dem Gast ein kürzeres Gespräch über den Gesuchten.

## Ausstrahlung
Die Sendung wurde erstmals am 24. April 1977 im Dritten Fernsehprogramm des damaligen Süddeutschen Rundfunks gezeigt.
Nach der Fusion von Süddeutschem Rundfunk und Südwestfunk zum Südwestrundfunk 1998 wurde das Quiz in der Regel sonntags um 18.15 Uhr im neu konzipierten SWR Fernsehen ausgestrahlt. Wiederholungen liefen anfangs auch im Ersten Fernsehprogramm (ARD), dann nur noch in einigen Dritten Programmen, so bei hr-fernsehen am Sonntagabend um 23.00 Uhr.
Die 747. und letzte Ausgabe der Sendung wurde am 12. Februar 2023 ausgestrahlt. Danach wurden zum o. g. Sendetermin bis Anfang August 2023 noch Wiederholungen gezeigt.

## Mitglieder des Rateteams
- Malte Arkona
- Gabriele von Arnim
- Liz Baffoe
- Wolfgang Binder
- Clemens Bratzler
- Axel Brüggemann
- Axel Bulthaupt
- Yared Dibaba
- Najima El Moussaoui
- Fritz Frey
- Susanne Fröhlich
- Astrid Frohloff
- Martin Gessmann
- Anne Gesthuysen
- Gaby Hauptmann
- Anja Höfer
- Stefanie Junker
- Dieter Kassel
- Nicole Köster
- Sven Kuntze
- Felicitas von Lovenberg
- Ernst Dieter Lueg
- Susanne Offenbach
- Max Oppel
- Michail Paweletz
- Peter Prange
- Franziska Rubin
- Katty Salié
- Denis Scheck
- Peter Schneeberger
- Inka Schneider
- Bernadette Schoog
- Bernd Schröder
- Martin Schulze
- Jörg Thadeusz
- Georgia Tornow
- Florian Weber
- Julia Westlake
- Wilhelm Wieben
- Roger Willemsen
- Ingo Zamperoni

(ab 1998)

## Moderation
Zunächst führte der Schweizer Autor Hans Gmür von 1977 bis 1993 durch 106 Ausgaben. Er wurde von Hansjürgen Rosenbauer abgelöst, der die Sendung bis 1998 leitete. Von 1998 bis 2019 war Wieland Backes für 465 Folgen Leiter der Sendung. Als zweite Persönlichkeit in der letzten von Backes am 22. Dezember 2019 moderierten Folge war er selbst zu erraten, danach Eva Haupenthal, die ältere seiner beiden Töchter. Am anschließenden Gespräch nahmen beide Töchter und der Sohn teil, es wurde von Wolfgang Binder geführt. Die Moderation übernahm bis zur Einstellung der Sendung im Jahr 2023 Julia Westlake (erste Sendung am 5. Januar 2020), die zuvor zum Rateteam gehörte.
Mit dem Wechsel von Wieland Backes zu Julia Westlake endete auch die Tätigkeit der Lotsen. Die Ratehinweise kommen jetzt direkt von der Moderatorin. Als Lotsen fungierten bis dahin die Journalisten Anja Höfer, Clemens Bratzler, Wolfgang Binder und Inka Schneider. Zuvor waren auch Thilo Koch, Hans-Georg Soeffner und Gerd Appenzeller Lotsen.

## Sonstiges
Selten war jemand wiederholt zu erraten; dies kam 1997 und 2012 bei Wilderich von Droste zu Hülshoff, einem Ur-Urgroßneffen der Annette von Droste-Hülshoff, vor.